# Сангаре, Буба
Абубака́р «Буба́» Сангаре́ Траоре́ (исп. Aboubacar «Buba» Sangaré Traoré; родился 6 августа 2007, Эльче, Испания) — испанский футболист, правый защитник итальянского клуба «Рома».

## Клубная карьера
Воспитанник команд «Патакона» и «Леванте», 6 декабря 2023 года Сангаре дебютировал в профессиональном футболе, выйдя в стартовом составе на матч Кубка Испании против «Аморебьеты». 21 января 2024 года дебютировал в Сегунде, выйдя на замену в матче против клуба «Мирандес».
1 июля 2024 года итальянский клуб «Рома» объявил о трансфере Бубы.

## Карьера в сборной
Выступал за сборные Испании до 15 и до 16 лет. Вместе со сборной Испании до 17 лет выступал на чемпионате Европы.